# 奔宁山脉断裂带
奔宁山脉断裂带是一个自西北向东南的断裂带。它形成于奔宁山脉的西南边界上，位于坎布里亚郡。它是于二叠纪形成，为正断层，具有半地堑形状，盆地边界是伊甸谷 。它连接到凹陷断层的东南端。奥陶纪和志留紀时代露出地面的岩石堆积在断层两岸，形成克罗斯山。